# بوجيدار تاديتش
بوجيدار تاديتش هو لاعب كرة قدم صربي في مركز نصف الجناح، ولد في 14 يوليو 1983 في لوزنيتسا في صربيا. لعب مع أوفي كريت ونادي أوبليتش.

## وصلات خارجية
- بوجيدار تاديتش على موقع قاعدة بيانات كرة القدم.إي يو (الإنجليزية)
- بوجيدار تاديتش على موقع Soccerway.com (الإنجليزية)